# تعدد الخيارات
تعدد الخيارات أو الحمل الفائض (بالإنجليزية: Overchoice or choice overload) هي ظاهرة متناقضة مفادها أن الاختيار بين مجموعة كبيرة ومتنوعة من الخيارات يمكن أن يضر بعمليات صنع القرار. تم تقديم هذا المصطلح لأول مرة من قبل ألفين توفلر في كتابه الصادر عام 1970 بعنوان "صدمة المستقبل".

## العملية النفسية
تحدث ظاهرة الإفراط في الاختيار عند توافر العديد من الاختيارات المتكافئة. إن اتخاذ القرار يصبح أمرًا مرهقًا نظرًا للعديد من النتائج والمخاطر المحتملة التي قد تنجم عن اتخاذ القرار الخاطئ. إن وجود عدد كبير جدًا من الخيارات الجيدة تقريبًا أمر مرهق عقليًا لأنه يجب موازنة كل خيار مقابل البدائل لاختيار الأفضل. يمكن وصف مدى رضاء الاختيارات حسب عدد الخيارات المتاحة من خلال نموذج "U" المقلوب. في هذا النموذج، عدم وجود خيار يؤدي إلى رضا منخفض للغاية. في البداية تؤدي المزيد من الخيارات إلى مزيد من الرضا، ولكن مع زيادة عدد الاختيارات، يصل الأمر إلى ذروته ويميل الناس إلى الشعور بمزيد من الضغط والارتباك وربما عدم الرضا عن اختياراتهم. على الرغم من أن مجموعات الاختيار الأكبر يمكن أن تكون جذابة في البداية، إلا أن مجموعات الاختيار الأصغر تؤدي إلى زيادة الرضا وتقليل الندم. عنصر آخر من عناصر الإفراط في الاختيار هو إدراك الوقت. قد تبدو مجموعات الاختيار الواسعة أكثر صعوبة مع ضيق الوقت.